# Distretto di Vannes
Il distretto di Vannes era una divisione territoriale francese del dipartimento del Morbihan, istituita nel 1790 e soppressa nel 1795.
Era formato dai cantoni di Vannes,
Arradon, Elven, Grand Champ, Saint Avez, Sarzeau e Surzur.